# Desiré Wuyts
Desiderius Remigius Albertina Wuyts (ur. 10 marca 1901 w Deurne, zm. ?) – belgijski lekkoatleta specjalizujący się w pchnięciu kulą oraz brązowy medalista olimpijski w przeciąganiu liny.
Wuyts reprezentował Belgię na Letnich Igrzyskach Olimpijskich 1920 w Antwerpii. Był członkiem drużyny rywalizującej w przeciąganiu liny. Belgowie zostali pokonani w półfinale przez reprezentantów Wielkiej Brytanii, a w turnieju o srebrny medal wygrali z drużyną Stanów Zjednoczonych i przegrali z reprezentacją Holandii. Ostatecznie przyznano im brązowy medal.
Był mistrzem Belgii w pchnięciu kulą w 1924.
Był zawodnikiem klubu K. Tubantia F.C..
Jego starszy brat Gustave (z którym często jest mylony) startował na igrzyskach olimpijskich w 1920 w pchnięciu kulą odpadając w eliminacjach.